# TVR (汽车)

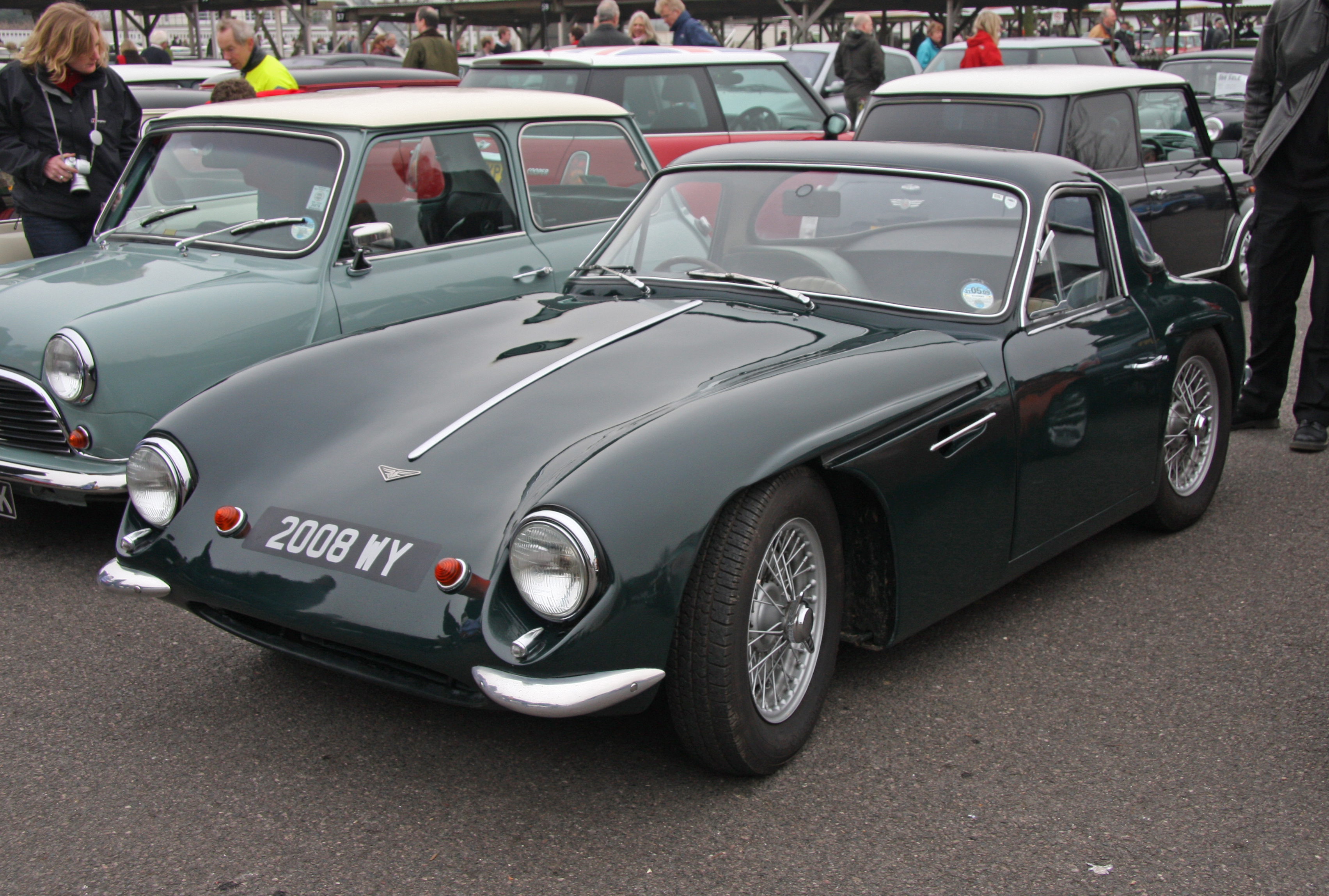
Grantura Mk2

TVR是英國的一家獨立汽車企業，創立於1947年，生產高端跑車。該公司曾是世界第三大跑車生產廠商。2004年,TVR被俄羅斯企業家收購。但此後TVR陷入經營混亂，銷售量大幅減少，在2006年破產。2013年，TVR開始重建。2019年，TVR計劃和夥伴企業Gordon Murray及考斯沃斯推出新款跑車。

## 外部連結
- 官方网站
- TVR Parts Ltd（页面存档备份，存于）
- TVR Car Club（页面存档备份，存于）